# Kwaya Kusar
Kwaya Kusar è una città della Repubblica Federale della Nigeria appartenente allo Stato di Borno. È capoluogo dell'omonima area a governo locale (local government area) che si estende su una superficie di 732 km² e conta una popolazione di 56.500 abitanti.